# L'amore, la mano, la luna
L'amore, la mano, la luna è il quinto album del cantante Luciano Rossi, pubblicato nel 1978 dalla Ariston.

## Tracce

### Lato A
1. La mano (Rossi)
2. L'amore (Rossi)
3. Ancora una volta stasera (Rossi)
4. La terra dei cantautori (Rossi)
5. Sera (Rossi)

### Lato B
1. Me metti un lento (Rossi)
2. Volentieri penso a me (Rossi)
3. Non s'inventa l'amore (Rossi)
4. Propositi di carta (Rossi)
5. Il cielo è sempre là (Rossi)
6. Solo una canzone (Rossi)